# Euphaedra campaspe
Euphaedra campaspe är en fjärilsart som beskrevs av Felder 1867. Euphaedra campaspe ingår i släktet Euphaedra och familjen praktfjärilar. Inga underarter finns listade i Catalogue of Life.